# Вільшанський Микола Іванович
Вільшанський Микола Іванович (Животко) (1881, Мачухи — сучасний Полтавський район — 1917) — український режисер та актор; театри Саксаганського, Садовського, Веселий жарт (Київ); ролі у виставах (Дві сім'ї, Жидівка-вихрестка); постановки у Руському театрі (Львів): Сватання на Гончарівці, Дві сім'ї.
Про його роботу в Театрі Садовського Василь Василько згадував: «У минулому полтавський аматор, працював у трупі з дня її заснування. Мав хороші зовнішні дані: високий зріст, виразне обличчя, міцний голос, але неглибокий темперамент і нечітку дикцію. За амплуа — характерний резонер, проте пробував і комічні ролі».